# Штейнвольф, Лев Изральевич
Лев Израилевич Штейнвольф (23 апреля 1916, Екатеринослав — 1991, Харьков) — советский учёный-механик, специалист в области динамики машин и прикладной теории колебаний, доктор технических наук, профессор.

## Биография
Родился в семье горного инженера Израиля Берковича Штейнвольфа, выпускника Екатеринославского горного института. В 1933 году поступил на рабочий факультет при Харьковском механико-машиностроительном институте (ХММИ). Окончив рабфак, в 1934 году становится студентом ХММИ. Получив в 1939 году диплом инженера-механика по специальности «Динамика машин», Л. И. Штейнвольф поступает в аспирантуру ХММИ по той же специальности. Однако учеба в аспирантуре была прервана войной, в сентябре 1942 года Льва Израилевича призывают в Красную Армию. После демобилизации, с 1945 года он работает ассистентом на кафедре теоретической механики ХММИ, а в 1947 году защищает кандидатскую диссертацию на тему «Исследование маятникового демпфера крутильных колебаний коленчатых валов двигателей», которую выполнил под
руководством профессора Я. М. Майера. С 1953 год он работает на должности доцента, а в 1954 году ему присвоено и соответствующее учёное звание.
В 1957 году в ХПИ была открыта проблемная лаборатория «Динамическая
прочность деталей машин», которую возглавил известный учёный в области математики и механики, член-корреспондент АН УССР (с 1967 года академик)
А. П. Филиппов. Л. И. Штейнвольф был приглашён в эту лабораторию для организации и руководства научно-исследовательской группой силовых установок. В 1967 году учёный успешно защитил докторскую диссертацию на тему «Динамика механических передач силовых установок тепловозов».
Научные исследования Л. И. Штейнвольфа посвящены самым разнообразным проблемам динамики силовых передач боевых и транспортных машин. Ценность его научной работы заключалась в тесной связи с производством и постоянным внедрением результатов исследований в практику конструкторских бюро, занимающихся расчётами и доводкой силовых передач с двигателями внутреннего сгорания. Особенность Л. И. Штейнвольфа как учёного — сочетание широких практических знаний и академической аналитической механики. С самого начала появления электронных вычислительных машин, а позднее и персональных компьютеров он стремился внедрить в практику инженерных и научных механических расчетов самые современные, зачастую именно им разрабатываемые специальные алгоритмы и подходы. Неоценимый его вклад в развитие систем компьютерной алгебры в области механики и внедрение таких методов в научную, практическую и учебную деятельность. Им опубликовано более 150 научных статей, две брошюры и монография.

## О Штейнвольфе
1. Ларин А. А. Очерки истории развития теории механических колебаний / А. А. Ларин. – Севастополь: Вебер, 2013. – 403 с.[4]
2. Ларин А. А. Исследования колебаний тепловозных силовых установок в Харьковском политехническом институте в 1960-е гг. Механіка та машинобудування, 2009. – вип. 2. – С. 158–167
3. Балишев М. А., Ларін А. О. Науковий доробок професора Льва Штейнвольфа (огляд нових надходжень ЦДНТА України) / Архіви України, Київ, 2013. – вип. 3 (285) . – с. 138–144[5]
4. Ларін А. О. Дослідження коливань танкових дизелів сімейства ТД (історія питання). / Вісник Національного університету «Львівська політехніка» № 670 «Держава та армія». – Львів: Вид-во НУ «Львівська політехніка», 2010. – С. 199–205[6]
5. Ларин А. А. О творческом наследии Льва Израилевича Штейнвольфа – ученого и педагога » / Вестник Национального технического университета «ХПИ».  Динамика и прочность машин.  2006. – Вып. 21.  С. 3–6[7]
6. Андреев Ю. М. Дружинин Е. И., Ларин А. А. Вековой юбилей профессора Льва Израилевича Штейнвольфа / Вісник НТУ «ХПІ». Серія: Динаміка і міцність машин. – Х.: НТУ «ХПІ», 2016. – № 26 (1198). – С. 27–31[2]